# Angerona dominans
Angerona dominans là một loài bướm đêm trong họ Geometridae.